# Csapó György (színművész)
Csapó György (Kolozsvár, 1961. szeptember 16. –) romániai magyar színész, rendező, színházigazgató.

## Életpályája
Kolozsváron született, 1961. szeptember 16-án. Színészi diplomáját Marosvásárhelyen, a Szentgyörgyi István Színművészeti Főiskolán szerezte meg 1985-ben. Pályáját a sepsiszentgyörgyi Állami Magyar Színházban kezdte. 1986-tól a Kolozsvári Állami Magyar Színház tagja volt, 1987-től rövid ideig játszott a Jurta Színházban is. 1988-tól 1996-ig a kaposvári Csiky Gergely Színház társulatának színművésze volt. Három évig volt a Kapos Televízió és a Kapos Rádió műsorvezetője és szerkesztő-riportere. Alapító tagja a Kézdivásárhelyi Városi Színháznak, melynek igazgatója is volt. 2010 és 2011-ben a Marosvásárhelyi Nemzeti Színház igazgatója volt. Rendezéssel is foglalkozik.

## Fontosabb színházi szerepei
- William Shakespeare: Othello... Montano, Ciprus helytartója
- William Shakespeare: Romeo és Júlia... Montague
- Molière: Fösvény... Cléante
- Carlo Goldoni: A kávéház... Pandolfo, a játékterem tulajdonosa
- Friedrich Schiller: Ármány és szerelem... Wurm, a miniszterelnök titkára
- Bertolt Brecht: Koldusopera... Horgasujjú Jakab
- Bertolt Brecht: Kurázsi mama és gyermekei... Zászlós
- Bertolt Brecht: A kaukázusi krétakör... Sotta őrvezető
- Henrik Ibsen: Peer Gynt... Von Eberkopf
- Arthur Miller: Istenítélet... Danforth alkormányzó
- Georg Büchner: Woyzeck... Mesterlegény
- Oscar Wilde: Salome... 1. Katona
- Friedrich Dürrenmatt: A nagy Romulus... Apollyon, műkereskedő
- Alekszandr Szergejevics Puskin: Borisz Godunov... Pátriárka
- Anton Pavlovics Csehov: Sirály... Medvegyenko, Szemjon Szemjonovics, tanító
- Anton Pavlovics Csehov: Valahol Oroszországban... Rode
- Alekszandr Nyikolajevics Osztrovszkij: Vihar... Kocsmáros, kiöregedett jégkorong kapus
- Fjodor Mihajlovics Dosztojevszkij: Bűn és bűnhődés... Fomics, hadtápostiszt
- Szophoklész: Antigoné... Haimón
- Witold Gombrowicz: Yvonne, burgundi hercegnő... Ciprián
- Móricz Zsigmond: Kerek Ferkó... Kerek Ferkó
- Nagy Ignác: Tisztújítás... Farkasfalvy, alispán
- Bródy Sándor: A tanítónő... Id. Nagy
- Kosztolányi Dezső: Édes Anna... Tatár Gábor, miniszteri tanácsos
- Kosztolányi Dezső – Babarczy László: Néró, a véres költő... Anicetus, testőr
- Tamási Áron: Tündöklő Jeromos... Jeromos; Sáska Mihály, kocsmáros
- Tamási Áron: Ábel... Gergely; Garmada
- Sütő András: Vidám sirató egy bolyongó porszemért... Miklós
- Weöres Sándor: Holdbéli csónakos... Medvefia, lapp trónörökös
- Horváth Péter – Presser Gábor – Sztevanovity Dusán: A padlás... Detektív
- Horváth Péter: Csao Bambino... Rajnai
- Nyirő József: Jézusfaragó ember... Ártó Mihály, favágó legény
- Páskándi Géza: A költő visszatér... Kossuth Lajos, a magyar szabadságharc vezetője
- Ábrahám Pál: 3:1 a szerelem javára... Pufi
- Mohácsi János: Tévedések végjátéka avagy tévedések víg játéka... szereplő
- E. T. A. Hoffmann: Diótörő... Mezei egér, szürke
- Voltaire: Candide... szereplő
- Ivo Brešan: Paraszt Hamlet (Hamlet előadás Donja Mrduša faluban)... Alsó Mrdusai paraszt
- Adrian Dohotaru: Vizsgálat egy fiatalember ügyében aki nem csinált semmit... szereplő
- Marin Sorescu: A Medúza tutaja... III. Egyén
- Sławomir Mrożek: Pjotr Ohey mártíromsága... szereplő
- Venyegyikt Vasziljevics Jerofejev: Walpurgis-éj, avagy a kővendég léptei... A kórház főorvosa (doktor)
- Ramón del Valle-Inclán: A sárkány feje... Nagy Karmantyú király
- Georg Malvius: Elvira Madigan... Nielsen százados
- Samuel Spewack - Bella Spewack - Cole Porter: Csókolj meg, Katám!... Harrison Howel, szenátor
- Szamuil Marsak: A bűvös erdő... November
- Dale Wasserman - Ken Kesey: Kakukkfészek... Dr. Spivey
- Howard Barker: Jelenetek egy kivégzésből... Börtönőr
- Kálmán Imre: A Csárdáskirálynő... Leopold Maria Lippert-Weilersheim herceg

## Rendezéseiből
- Halló! Itt a Víg-Adó! Szilveszteri kabaré 2009 (Rendező, díszlet- és jelmeztervező)

## Filmek, tv
- Vacsoravendég (román)
- Tartalékos a rajtnál (román)